# 5025 Mecisteus
5025 Mecisteus eller 1986 TS6 är en trojansk asteroid i Jupiters lagrangepunkt L4. Den upptäcktes 5 oktober 1986 av den slovakiske astronomen Milan Antal i Piwnice. Den är uppkallad efter Mecisteus i den grekiska mytologin.
Asteroiden har en diameter på ungefär 39 kilometer.